# Тревър Рейвънскрофт
Тревър Рейвънскрофт (на английски: Trevor Ravenscroft) е английски военен, журналист и писател на няколко произведения за оръдията на страстта, тайните общества и окултизма.

## Биография и творчество
Тревър Рейвънскрофт е роден през 1921 г. в Англия.
Учи в гимназията в Рептън и следва в Кралската военна академия в Сандхърст. По време на Втората световна война служи в срециалните части, пленен е в Северна Африка, и прекарва четири години в германски лагери за военнопленници, въпреки че прави три опита за бягство.
След войната учи медицина в болница „Сейт Томас“, но после става журналист в компанията на лорд Бийвърбрук. Иизучава история, като изследва окултните основи на националсоциализма. Периодично провежда семинари по темата в университетите в Лондон и Единбург до смъртта си.
Първата му книга „Копието на съдбата“ е издадена през 1972 г. Тя представя обсебеността на Адолф Хитлер от Копието на Лонгин и легендата за неговата удивителна окултна сила. Книгата представя езотерични и антропософски идеи, за които писателят сочи като източник австрийския антропософ Валтер Йоханес Щайн и факти получени чрез медитация. Книгата става бестселър и е преведена на различни езици. Тя е широко критикувана като псевдоисторическа заради липсата на достоверни факти и източници.
Продължението ѝ, книгата „Знакът на звяра“, е издадена през 1990 г.
Тревър Рейвънскрофт умира през януари 1989 г. в Торки.

## Произведения
- The Spear of Destiny (1972)
Копието на съдбата, изд. „Гуторанов и син“ (1996), прев. Асен Георгиев
Копието на съдбата : Окултната сила на копието, пронизало гърдите на Христос, изд.: ИК „Хемус“, София (2004), прев. Надежда Розова
- The Cup of Destiny: The Quest for the Grail (1981)
- The Mark of the Beast: The Continuing Story of the Spear of Destiny (1990) – с Тим Уолас-Мърфи
Знакът на звяра, изд.: ИК „Хемус“, София (2008), прев. Стамен Стойчев